# Monessen
Monessen est une ville du comté de Westmoreland (Pennsylvanie), aux États-Unis. Elle comptait 7 720 habitants en 2010. En 1940, elle avait 20.257 habitants. En 1990, elle en comptait 13 026.

## Personnalités liées à la communauté
- Coolio (1963-2022), acteur et chanteur américain.
- Frances McDormand (1957-...)actrice et productrice americaine